# Pinolo

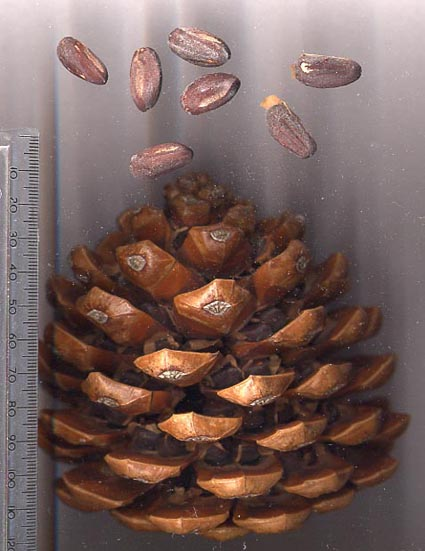
Strobilo di Pino domestico (Pinus pinea) - notare i due semi sotto ogni scaglia

I pinoli (o pignoli) sono i semi eduli di alcune specie di pini. Di colore giallo biancastro e di forma allungata, sono usati soprattutto nella cucina tradizionale.

## Descrizione

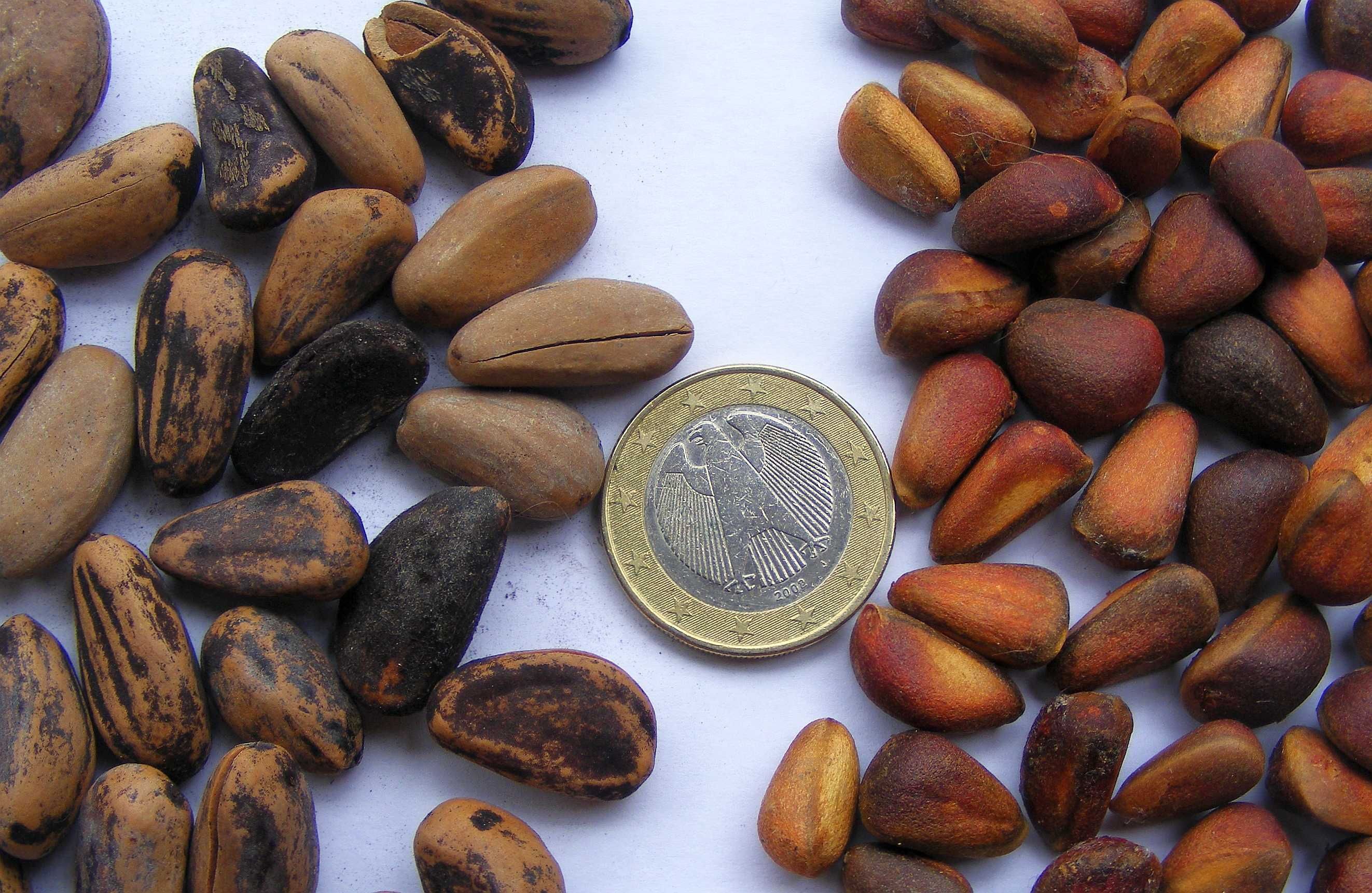
Pinoli di pino cembro (dx) e di pino domestico (sx)

Appena estratti dallo strobilo i pinoli sono ricoperti da un involucro rigido. Il seme viene nutrito dal tessuto femminile (gametofito) che supporta lo sporofito, ovvero il seme. Nonostante alcune somiglianze i pinoli non sono noci, dal momento che, essendo prodotti da gimnosperme, non hanno il carpello esterno.

## Diffusione
Nel mondo esistono circa venti specie del genere Pinus che producono semi abbastanza grandi da giustificarne la coltivazione. In altre specie i pinoli sono troppo piccoli per essere apprezzati come cibo, anche se commestibili.

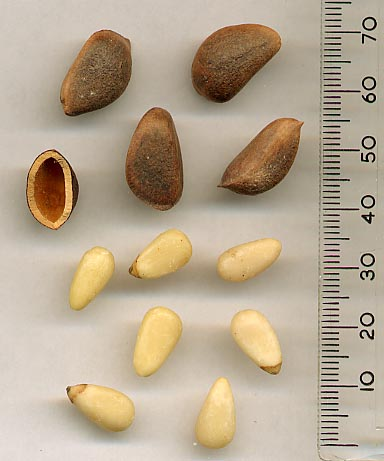
Semi del pino coreano (Pinus koraiensis)

In Europa sono due le specie di pino che producono semi grandi. Il migliore è il pino domestico (Pinus pinea), che non a caso è anche chiamato "pino da pinoli". È diffuso principalmemte sulle coste settentrionali del bacino del Mediterraneo. L'altro è il pino cembro o cirmolo (Pinus cembra), che cresce nelle Alpi Centrali e in una parte dei Carpazi, trovando le condizioni migliori in quote comprese tra 1600 m e 2100 m di altitudine.
In altre parti del mondo si coltivano altre specie di pino per i semi. In Asia in particolare si coltivano Pinus koraiensis e Pinus gerardiana. Altre quattro specie come Pinus sibirica, Pinus pumila, Pinus armandii e Pinus bungeana sono meno utilizzate. In America settentrionale le tre specie più utilizzate sono Pinus edulis, Pinus monophylla e Pinus cembroides. Altre specie come Pinus orizabensis, Pinus johannis, Pinus culminicola, Pinus remota, Pinus quadrifolia, Pinus sabineana, Pinus torreyana e Pinus lambertiana sono meno utilizzate.

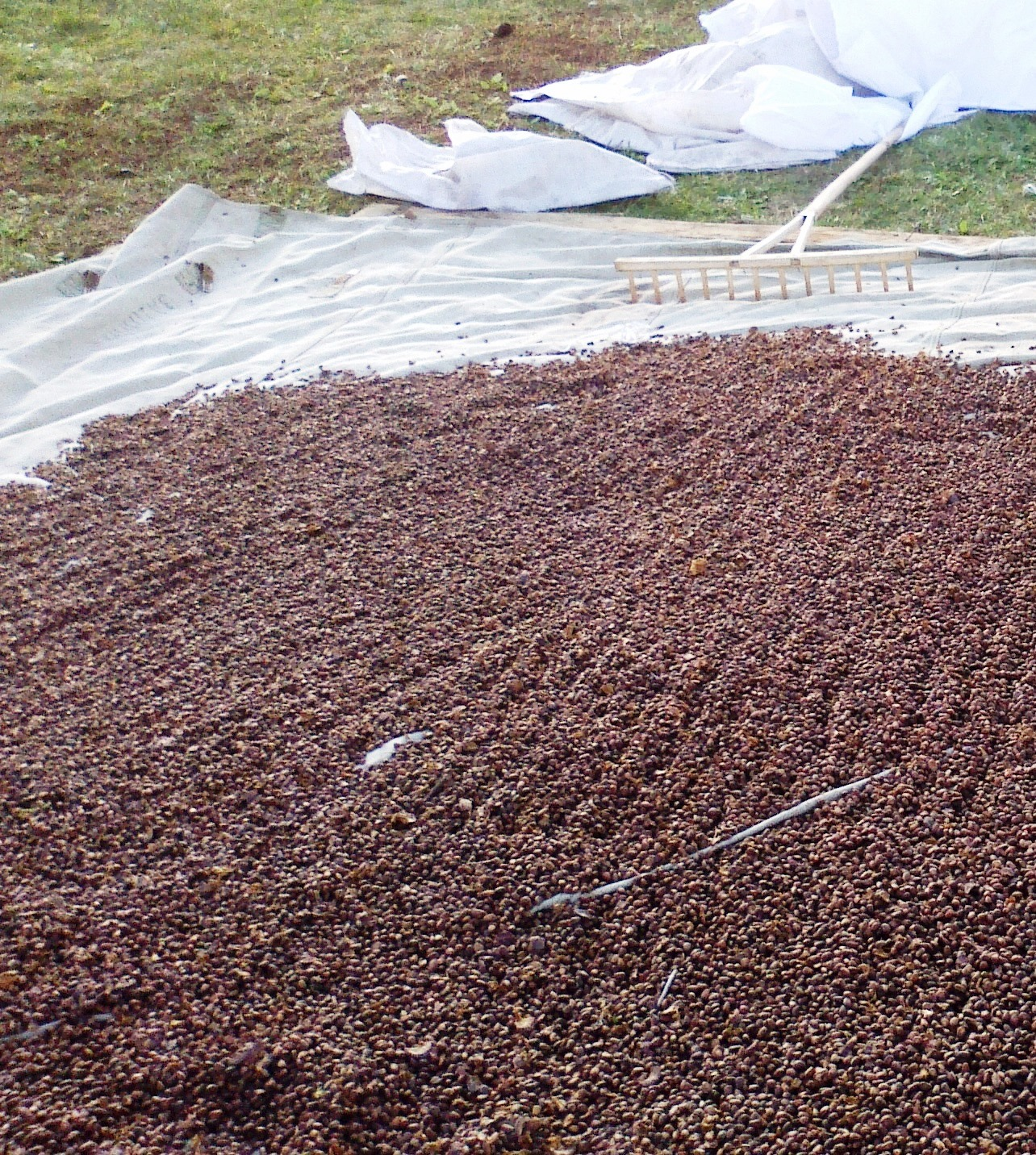
Pinoli durante il periodo di essiccazione

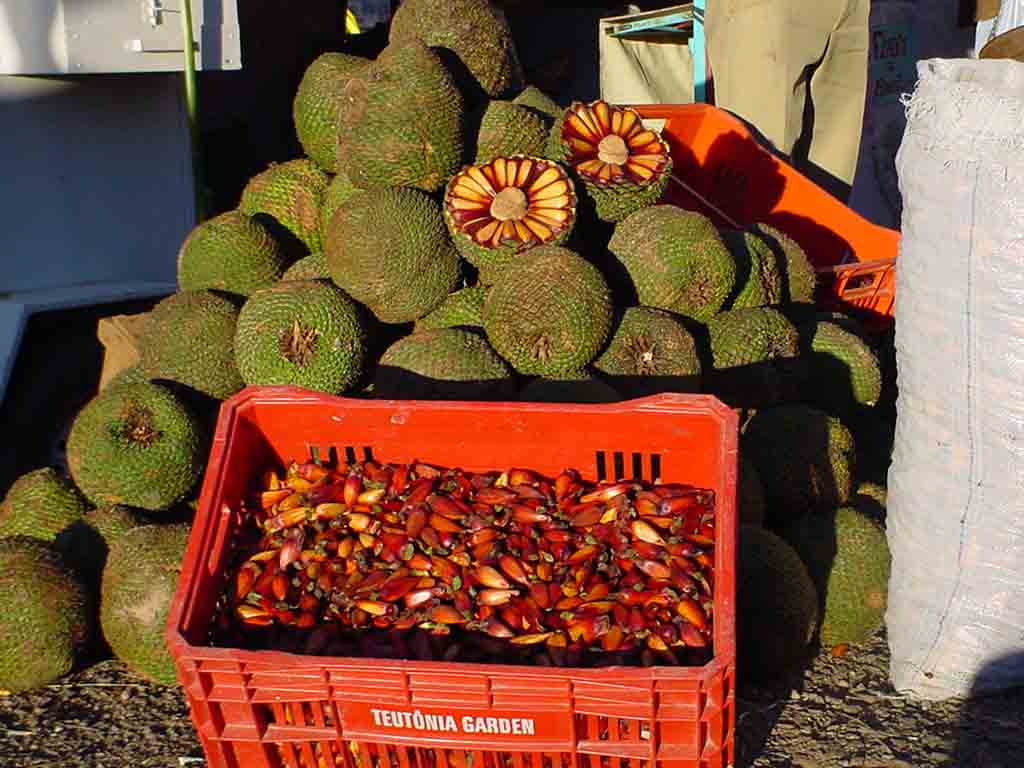
Pigne e pinoli dell'Araucaria del Paraná

Nella porzione fredda del Sudamerica (Sud del Brasile, Paraguay, Cile, nord dell'Argentina) i pinoli sono prodotti anche da specie del genere Araucaria, sia quella del Paraná, l'Araucaria angustifolia, sia l'Araucaria cilena, che è anche coltivata in qualche giardino del Nord Italia.
I pinoli sono chiamati pinhões in portoghese, piñones in spagnolo e pine nuts in inglese. In varie zone dell'Italia sono chiamati con altri nomi come "pinoccoli" o "pinocchi", da cui il nome del famoso burattino Pinocchio.
A causa di una riduzione notevole della fertilità del Pinus pinea, gran parte dei pinoli sul mercato globale ad oggi sono della varieta' Pinus koraiensis, il quale viene prodotto principalmente in Cina, Russia e Corea del Nord.
A differenza del pinolo del Pinus pinea che presenta forma più allungata, i pinoli da Pinus koraiensis sono più rotondi e hanno una punta scura. Il loro sapore è meno aromatico, e a volte leggermente metallico, con un contenuto di grassi più elevato.
La produzione di pinolo da Pinus pinea in Italia e nel mediterraneo è calata del 90% tra il 2011 e il 2021, fenomeno attribuibile a cambiamenti climatici e al parassita Leptoglossus Occidentalis, originario del Nord America. In questo stesso periodo, il prezzo dei pinoli è aumentato da 30 euro al chilo ad oltre 65 euro al chilo.

## Utilizzi

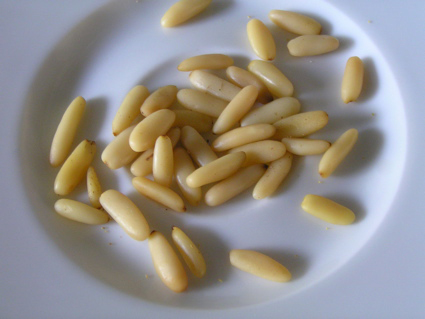
Un piattino di pinoli sgusciati

I pinoli sono ricchi di proteine. Sono anche una sorgente di fibra alimentare. I pinoli sono essenziali per il pesto alla genovese e svariati altri piatti tra cui le torte, come per esempio il castagnaccio. Le ricette più antiche sono originarie delle aree in cui crescono i due pini europei dai quali si ricavano i pinoli: per esempio lo strudel era anticamente realizzato con i semi del pino cembro (specie tipica delle alte montagne trentine), mentre il pesto da quelli del pino domestico (specie che cresce nelle aree mediterranee).
I pinoli sono ricchi di vitamine (in particolare E, B e PP), calcio, magnesio e ferro.